# Gangliostilbe indica
Gangliostilbe indica är en svampart som beskrevs av Subram. & Vittal 1976. Gangliostilbe indica ingår i släktet Gangliostilbe, divisionen sporsäcksvampar och riket svampar.   Inga underarter finns listade i Catalogue of Life.